# راي كلفن
راي كلفن (بالإنجليزية: Ray Kelvin)‏ هو شخصية أعمال بريطاني، ولد في 11 ديسمبر 1955.